# Wsiewołod I Mścisławicz Gabriel
Wsiewołod Mścisławicz (Imię po chrzcie Gabriel) (ros. Все́волод Мстисла́вич) (ur. 1103 w Nowogrodzie Wielkim, zm. 11 lutego 1138 w Pskowie) – książę nowogrodzki (1117–1136), święty Kościoła prawosławnego.

## Życiorys
Najstarszy syn Wielkiego księcia kijowskiego Mścisława I i Christiny. Brat Włodzimierza III, Izjasława II i Rościsława I.
W 1123 ożenił się z nieznanej na imię córką księcia łuckiego Swiatosława Dawydowicza, znanego jako mnich Mikołaj Swiatosza, który był synem księcia czernihowskiego Dawida Światosławowicza (pochodził z rodu Jarosława Mądrego i był jednym z jego prawnuków).
Wsiewołod I Mścisławicz Gabriel został ojcem Wierzchosławy, Iwana i Włodzimierza. Najstarszy wnuk Włodzimierza II. Czczony przez Rosyjski Kościół Prawosławny jako święty książę Wsiewołod Pskowski.